# Piskorovce
Piskorovce – wieś (obec) na Słowacji położona w kraju preszowskim, w powiecie Vranov nad Topľou. Pierwsze wzmianki o miejscowości pochodzą z roku 1408.
Według danych z dnia 31 grudnia 2012, wieś zamieszkiwało 145 osób, w tym 69 kobiet i 76 mężczyzn.
W 2001 roku pod względem narodowości i przynależności etnicznej 86,5% mieszkańców stanowili Słowacy, a 13,5% Rusini.
Ze względu na wyznawaną religię struktura mieszkańców kształtowała się w 2001 roku następująco:
- Katolicy rzymscy – 4,29%
- Grekokatolicy – 93,87%
- Prawosławni – 1,23%
- Ateiści – 0,61%